# Палихата Елеонора Ярославівна
Елеонора Ярославівна Кирпа (у шлюбі — Палихата; нар. 24 квітня 1949, Долина, УРСР) — українська мовознавиця, докторка педагогічних наук (2005), професорка (2007).

## Життєпис
Закінчила Чортківське педагогічне училище (1968), філологічний факультет Кам'янець-Подільського педагогічного інституту (1975), Тернопільський педагогічний інститут (1991). 
Працювала учителькою Долинської восьмирічної школи (1968—1985, Теребовлянський район) і Тернопільської середньої школи № 11 (1976—1985); асистенткою катедри педагогіки і методики початкового навчання (1985—1989), асистенткою катедри філологічних дисциплін (1989—1991), старшою викладачкою (1993—1996) і доценткою (1997—2007) катедри методики викладання української мови і культури мовлення.
Від 2007 — професорка катедри викладання української мови і культури мовлення Тернопільського національного педагогічного університету імені Володимира Гнатюка.

## Доробок
Авторка понад 130 наукових праць, у т. ч. монографії, підручників, навчально-методичних посібників.